# Jean Moreau (homme politique, 1801-1889)
Pour les articles homonymes, voir Jean Moreau et Moreau.
Jean-Alexis Moreau, né le 11 janvier 1801 à Le Menoux (Indre) et mort le 4 juin 1889 à Guéret (Creuse), est un médecin et un homme politique français.

## Biographie
Médecin républicain installé dans la Creuse, où il est connu comme le « médecin des pauvres », Jean-Alexis Moreau est élu le 13 mai 1849 deuxième des six représentants de la Creuse à l'Assemblée nationale par 18 247 voix sur 39 471 votants et 73 014 inscrits. Siégeant sur les bancs de la Montagne, il se prononce contre l'expédition de Rome, la loi Falloux-Parieu sur l'enseignement et la loi du 31 mai 1850 restreignant le suffrage universel.
Protestant contre le coup d'État du 2 décembre 1851, il est arrêté et condamné à la déportation en Algérie ; il demeure à Mostaganem jusqu'à l'amnistie de 1859. De retour en Creuse, il reprend sa profession de médecin, soignant gratuitement les pauvres.
Très populaire dans sa région, il est choisi comme le candidat des républicains radicaux dans l'arrondissement de Guéret aux élections législatives de 1876. Le 5 mars, il est élu au second tour par 12 718 voix sur 18 377 votants et 26 537 inscrits contre le général Laveaucoupet, candidat royaliste. Il fait partie des 363 députés républicains de la Chambre.
Inscrit sur les bancs de l'extrême-gauche, il se prononce pour l'amnistie complète des Communards. Le 14 octobre 1877, après la dissolution de la Chambre par Mac-Mahon, il est réélu par 12 850 voix sur 18 254 votants et 26 839 inscrits contre le général Laveaucoupet, le candidat officiel. Siégeant dans les rangs avancés de la majorité républicaine, il demande avec les radicaux la séparation des Églises et de l'État, la liberté absolue de la presse, de réunion et d'association et s'oppose aux Opportunistes.
Il n'est pas candidat, lors du renouvellement du 21 août 1881, mais, entre les scrutins, son nom est inscrit : il est battu, le 14 septembre, avec 4 169 voix contre 9 735 à M. Lacôte, autre candidat républicain.
Il est enterré au cimetière de Guéret.

## Mandats de député
- 13 mai 1849 - 2 décembre 1851 : Creuse
- 5 mars 1876 - 25 juin 1877 : Creuse
- 14 octobre 1877 - 27 octobre 1881 : Creuse